# Toncontín International Airport
Toncontín International Airport är en flygplats i Honduras.   Den ligger i departementet Departamento de Francisco Morazán, i den sydvästra delen av landet, i huvudstaden Tegucigalpa. Toncontín International Airport ligger 1 004 meter över havet.
Terrängen runt Toncontín International Airport är huvudsakligen kuperad, men den allra närmaste omgivningen är platt. Toncontín International Airport ligger nere i en dal. Runt Toncontín International Airport är det mycket tätbefolkat, med 3 623 invånare per kvadratkilometer. Närmaste större samhälle är Tegucigalpa, 2,6 km norr om Toncontín International Airport. Runt Toncontín International Airport är det i huvudsak tätbebyggt.